# Lobulogobius morrigu
Lobulogobius morrigu är en fiskart som beskrevs av Larson, 1983. Lobulogobius morrigu ingår i släktet Lobulogobius och familjen smörbultsfiskar. Inga underarter finns listade i Catalogue of Life.